# 松浦史料博物館

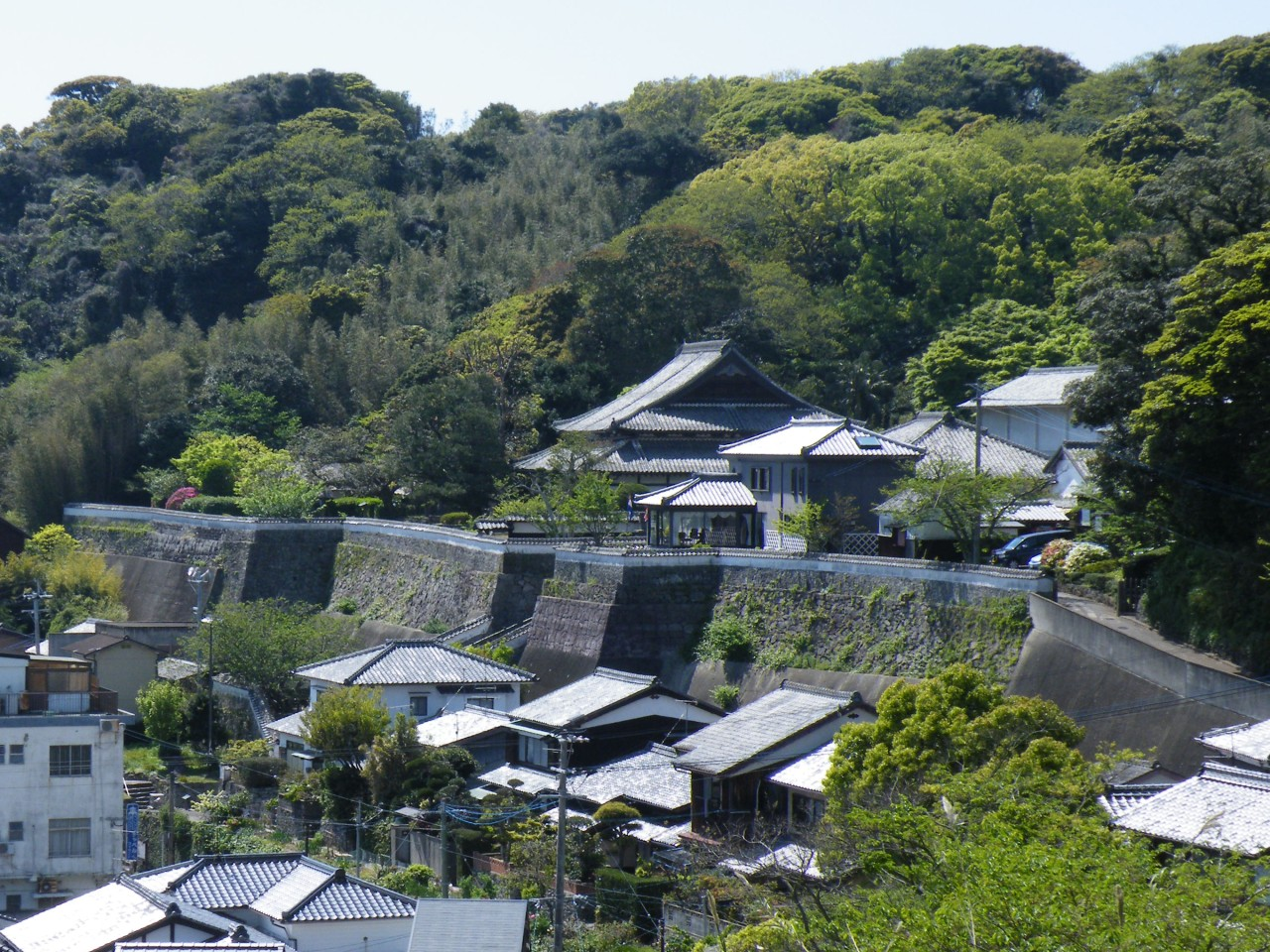
遠望

松浦史料博物館（まつらしりょうはくぶつかん）は、長崎県平戸市にある旧平戸藩主松浦家と平戸の歴史に関する史料を収蔵した長崎県の登録博物館。運営は、公益財団法人松浦史料博物館。建物は「旧松浦家住宅」として長崎県指定有形文化財となっている。

## 概要
現在の博物館の場所には江戸時代初期より松浦家が館を置いていた。戦後、1955年（昭和30年）に当時の松浦家当主陞より財団法人へ建物及び敷地が寄贈されたのを改装して同年10月に開館した。
博物館の主な展示場は1893年（明治26年）に松浦詮が謁見応接の間として建てた「千歳閣」である。

## 主な収蔵史料
松浦家伝来の武具や松浦家歴代当主画像、絵画、蒔絵、茶道具ほか、什器・文書・図書類合わせておよそ3万点にのぼる。
- 紺糸縅肩白赤胴丸 : 室町時代後期の特色があらわれている甲冑。兜と大袖を具備している。国の重要文化財。
- 長崎日蘭貿易絵巻 : 18世紀の出島の様子を鳥瞰的に描く。
- 異国船絵巻 : 17世紀ごろ長崎に来航した異国船を写生した絵巻物。
- 原城攻囲陣営並城中図 : 島原の乱の陣営図。
- 豊臣秀吉キリシタン禁制定書 : 1587年（天正15年）に豊臣秀吉が発布したキリシタン伴天連追放の定書と伝えられている。
- 吉良懐中抄 : 山鹿素行が書写し松浦家に伝えた吉良流作法書（朝廷や殿中での作法など）[2]。
- 伝八幡船の旗
- 文珠菩薩絵像 : 鎌倉末期
- 松浦家伝来船幟

## 施設情報
- 住所 : 長崎県平戸市鏡川町12番地
- 開館時間 : 午前8時30分から午後5時30分
- 休館日 : 12月29日 - 1月1日
- 利用料金 : 大人660円、小中高生330円 ※団体割引あり。

## その他
館内には別棟で茶室「閑雲亭」がある。
閑雲亭では松浦家当主が宗家を務める鎮信流茶道の体験講座も開かれている。

## 交通
公共交通機関
- 松浦鉄道たびら平戸口駅より、タクシーで約10分。（バスもあるが本数少ない）
- 佐世保駅前より西肥バス「平戸桟橋」行きで約1時間30分、終点で下車して徒歩約5分。

自家用車
- 西九州自動車道 佐々インターチェンジより約30分。
- 佐世保市内より国道204号・国道383号（平戸大橋など）を経由。